# Rheumaptera simplonica
Rheumaptera simplonica là một loài bướm đêm trong họ Geometridae.